# Isak Pettersson
Carl Isak Emanuel Pettersson, född 6 juni 1997 i Laholm, är en svensk fotbollsmålvakt som spelar för svenska IF Elfsborg. Han har tidigare spelat för bland annat IFK Norrköping och blev årets målvakt i Allsvenskan 2018 samt 2019. 

## Karriär
Petterssons moderklubb är Genevad/Veinge IF. Hösten 2013 gick han över till Halmstads BK. I januari 2016 skrev han på ett tvåårigt A-lagskontrakt med HBK. I april 2016 lånades Pettersson ut till Östers IF fram till sommaren. Han spelade 11 matcher för klubben och höll nollan i åtta av dessa.
Den 1 april 2017 gjorde han allsvensk debut i premiärmatchen av Allsvenskan 2017 mot Östersunds FK, en match som slutade med en 1–0-vinst för HBK.

### IFK Norrköping
I november 2017 värvades Pettersson av IFK Norrköping, där han skrev på ett treårskontrakt.
Isak Petterssons premiärsäsong i IFK-målet 2018 blev succéartad, där han som 21-årigt nyförvärv höll nollan i totalt 11 matcher och sedermera utsågs till "Årets Målvakt" på Fotbollsgalan av en jury bestående av alla allsvenska tränare, lagkaptener samt en samlad fotbollsjournalistkår.
Den 25 augusti 2019 i hemmamatchen mot Helsingborgs IF slog Isak Pettersson klubbrekord i IFK Norrköping med 5 raka allsvenska matcher utan insläppta mål, då IFK vann med 5-0(2-0). Den 1 september utökade han sviten till 6 raka "nollor" när Hammarby besegrades hemma på Parken med 2-0(1-0).

### Toulouse
Den 5 januari 2021 blev Isak Pettersson presenterad av den franska Ligue 2-klubben Toulouse. Han debuterade den 10 februari 2021 i en 2–0-vinst över Bordeaux i Coupe de France. Pettersson gjorde sin Ligue 2-debut den 1 maj 2021 i en 3–1-förlust mot Paris FC. Totalt spelade han tre matcher i Coupe de France samt en match i Ligue 2 för Toulouse under säsongen 2020/2021.

### Stabæk
Den 31 januari 2023 värvades Pettersson av norska Stabæk, där han skrev på ett ettårskontrakt.

### IF Elfsborg
Den 8 januari 2024 värvades Pettersson av svenska IF Elfsborg, där han skrev på ett tvåårskontrakt.

## Meriter

### Inom Klubblag
- Allsvenskan: Stora silver 2018 (IFK Norrköping)

### Individuellt
- Allsvenskans stora pris 2018: Årets målvakt
- Allsvenskans stora pris 2019: Årets målvakt